# میهائلا تیوادار
میهائلا تیوادار (رومانیایی: Mihaela Tivadar؛ زادهٔ ۱۴ ژوئن ۱۹۸۲) بازیکن هندبال اهل رومانی است.